# Ohad Naharin
Ohad Naharin (ebraico: אוהד נהרין; Mizra, 22 giugno 1952) è un ballerino e coreografo israeliano, considerato tra i più rappresentativi della danza contemporanea, in particolare della corrente del teatrodanza.

## Biografia
Ohad Naharin è nato nel 1952 in un kibbutz a Mizra. Cresciuto in un ambiente artistico, suo padre di professione psicologo lavorava anche come attore al teatro di Haifa e Habima, mentre sua madre era coreografa, ballerina e istruttrice del metodo Feldekrais, sviluppò presto una sua creatività, dipingendo, suonando e ballando.
La sua carriera di ballerino inizio nell'esercito israeliano, fu reclutato come intrattenitore a causa di una distorsione a una caviglia, cantando e creando piccole coreografie durante la guerra del Kippur. Dopo essersi congedato dall'esercito all'età di 22 anni, su richiesta della madre, fu accettato come ballerino alla Batsheva Dance Company a Tel Aviv, dove conobbe Martha Graham. La coreografa seguì personalmente Naharin invitandolo a seguirla con la sua compagnia a New York, dove dopo dieci mesi si stancò e la lasciò.
Su consiglio della sua maestra di ballo alla Batsheva fece i provini per entrare alla Julliard e alla American Ballet. Seppur non avesse mai studiato formalmente danza classica, fu accettato in entrambe, dove ballò a fianco di Rudol'f Nureev, Peter Schaufuss e Peter Martins. 
A New York conobbe anche Mari Kajiwara, prima ballerina della compagnia di Alvin Ailey, che sposò nel 1978. Insieme a lei creò le sue prime coreografie, fondando la propria compagnia.
Nel 1981, tramite un'audizione privata, entrò nella compagnia di Béjart. Anche questa volta lasciò la compagnia dopo un anno, perché, come lui stesso dichiarò, stava rischiando l'esaurimento nervoso per l'intensità delle prove.
Nel 1990 gli fu data la direzione artistica della Batsheva Dance Company dove sviluppò il suo personale metodo coreutico: Gaga.
Nel maggio 1998, poche ore prima dei festeggiamenti per il 50º anniversario del giorno dell'indipendenza di Israele, Naharin fu chiamato a casa dell'allora presidente di Israele, Ezer Weizman, perché gli era stato segnalato che lo spettacolo che doveva presentare ledeva la morale della popolazione più religiosa. A seguito di questo evento la compagnia si è rifiutata di esibirsi e nei giorni seguenti furono organizzate numerose manifestazioni contro la censura della cultura.
Nel dicembre 2001 all'età di 50 anni, sua moglie morì a Tel Aviv in seguito a un cancro alla cervice.
Oggi, Naharin si è risposato con Eri Nakamura, ballerina alla Batsheva, con cui ha avuto una figlia.

## Batsheva Dance Company

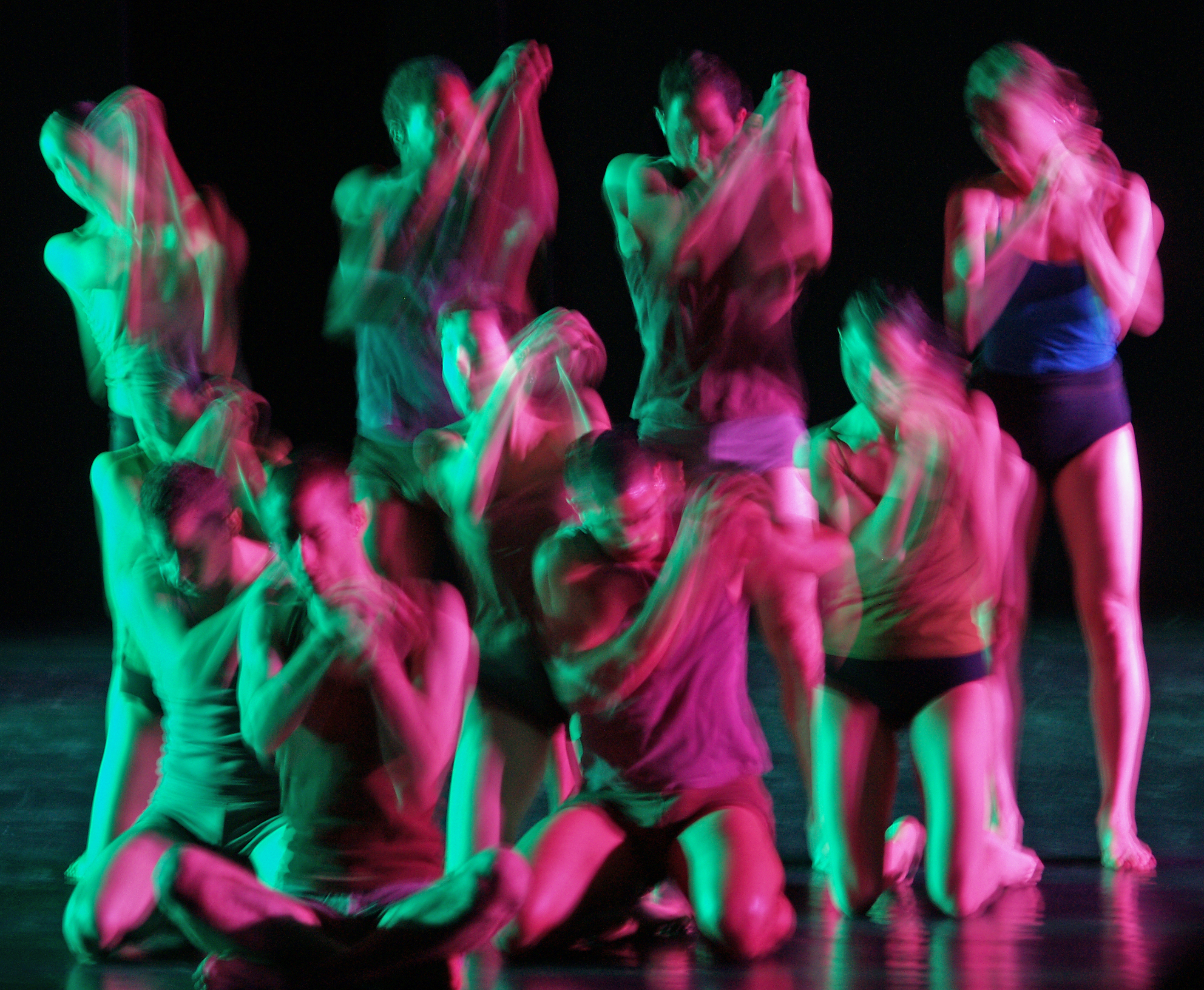
Il corpo di ballo della Batsheva Dance Company

Dal 1990 Naharin è direttore artistico della Batsheva Dance Company, lanciandola in una nuova fase artistica. I ballerini, scelti personalmente dal direttore, sono stati selezionati per la loro unicità: non viene richiesta tanto la tecnicità, quanto la propria sensibilità nel danzare.
Lo stile e la tecnica (Gaga) di Naharin si sono sviluppati durante la sua direzione della Batsheva. Il suo stile è "distinto per la sua straordinaria flessibilità del busto e degli arti, da movimenti profondamente interdipendenti e da esplosioni, come cadute improvvise". Nella sala prove non sono presenti specchi. Ciò consente ai ballerini di allontanarsi dall'autocritica e sentire il movimento dall'interno.
Dal momento che è colto anche musicalmente, Naharin talvolta collabora alle composizioni usate nelle sue coreografie.

## Gaga
Durante la direzione della Batsheva Dance Company, Naharin ha sviluppato il suo personale linguaggio del movimento, come lui dichiarò, "Per far comprendere meglio la sua opera ai ballerini".
Gaga nasce dalla convinzione di Naharin che "il piacere fisico dell'attività fisica fa parte dell'essere vivo" e la connessione tra lo sforzo e il piacere attraverso il movimento.
Gaga, prima parola pronunciata da Ohad, non vuol essere tanto una codifica del movimento, ma uno stile per enfatizzare l'esperienza somatica del praticante. Far esprimere i propri istinti animali. Molti hanno notato che le lezioni di Gaga sono costituite da un insegnante che conduce ballerini attraverso una pratica improvvisata che si basa su una serie di immagini descritte dall'insegnante. Naharin spiega che questo tipo di tecnica spinge i ballerini ad oltrepassare il limite della famigliarità. Le immagini descritte dall'insegnante servono ad indirizzare l'improvvisazione dei praticanti, utilizzando parti del corpo ignorate in altri metodi. Un esempio è l'immagine della Luna, che si riferisce alle regioni carnose e semi-circolari (come la luna) tra le dita e le dita dei piedi.
Per incrementare la propria improvvisazione sono vietati gli specchi nella sala prove. La sua filosofia, condivisa da molti coreografi, è che tutti dovrebbero ballare.

## Coreografie
Le coreografie di Naharin sono state commissionate dalla Frankfurt Ballet, Opéra national de Paris, Grand Théâtre de Genève, Sydney Dance Company, Lyon Opera Ballet, Les Grands Ballets Canadiens, Rambert Dance Company, Spanish National Dance Company, Cullberg Ballet, Finnish National Ballet, Ballet Gulbenkian, Balé da Cidade de São Paulo, Bavarian State Ballet, Cedar Lake Contemporary Ballet, Pittsburgh Ballet Theatre, Hubbard Street Dance Chicago e Royal Danish Ballet.
Egli cerca di creare un movimento universale ma personale. È sempre presente una chiara coscienza sociale e politica nelle sue opere, ma le sue danze non sono destinate a essere politiche.
La sua opera più celebre è Deca Dance. L'opera, lo stesso Naharin dichiarò, è un sunto di sue opere precedenti: "Deca Dance non è un nuovo lavoro. È più una ricostruzione: mi piace prendere pezzi o sezioni di opere esistenti e rielaborarle, riorganizzarle e creare nuovi possibili punti di vista. Mi insegna sempre qualcosa di nuovo sul mio lavoro e sulla mia composizione. In Deca Dance ho preso le sezioni di varie opere. Era come se stessi sezionando solo l'inizio, la metà o la fine di molte storie, ma quando le si ha riorganizzate il risultato diventa coerente come l'originale se non di più".
In Max, "gli ingredienti teatrali del signor Naharin sono lo spazio, il movimento e la luce". Un critico commenta: "In questo lavoro tremendamente potente, ci sono poche evidenti manifestazioni emozionali, ma Max è pieno di immagini che scivolano tra la vita reale e sprazzi di danza."
Anaphase, è un'opera per 22 ballerini e due musicisti, che unisce elementi di teatro, opera, film, musica rock e danza. Secondo Naharin, "tratta di piccole sculture in un grande spazio" e esplora le possibilità del corpo umano.

### Principali coreografie
- 1980 : Haru No Umi  e Pas de Pepsi
- 1987 : Chameleon Dances
- 1988 : Tabula Rasa
- 1989 : Queens of Golub e Innostress
- 1991 : Sinking of the Titanic
- 1992 : Black Milk excerpts of Kyr e Off White
- 1993 : Perpetuum
- 1995 : Kaamos
- 1996 : Arbos
- 1997 : Sabotage Baby e Two Short Stories
- 1998 : Anaphase
- 2003 : Mamootot
- 2003 : Kamuyot
- 2005 : Deca Dance
- 2006 : Three
- 2007 : Max
- 2007 : Decadance per il Cedar Lake Contemporary Ballet
- 2008 : Minus One
- 2009 : Hora
- 2011 : Sadeh21
- 2015 : Last work

## Mr. Gaga
Nel 2015 gli fu dedicato un documentario, Mr. Gaga, diretto da Tomer Heymann. Il titolo si riferisce al linguaggio del movimento inventato da Naharin. Il documentario, oltre ad essere un biopic, esplora come Naharin e il suo linguaggio abbia rivoluzionato il mondo della danza e il suo rapporto con la Batsheva Dance Company.
Le riprese del film sono durate 8 anni e la sua uscita  coincide con il 50º anniversario della Batsheva.

## Premi
- Nel 1998 Naharin è stato titolato dal governo francese come "Ordre des arts et des lettres".
- Nel 2005 è stato premiato con l'Israel Prize per la danza[11][12].
- Nel 2009 è stato onorato con il Samuel H. Scripps[13] American Dance Festival alla carriera[14][15].
- Nel 2009 è stato premiato con l'EMET Prize per aver contribuito lo sviluppo della cultura in Israele.
- Nel 2009 gli fu assegnata una laurea honoris causae all'Università Ebraica di Gerusalemme.
- Nel 2013 ricevette la laurea honoris causae dalla Juillard School.
- Nel 2022 ha ricevuto il Premio Danza&Danza alla Carriera.[16]